# Acad
Acadia, Acad o Tierra de Acadia, está en la Baja Mesopotamia, entre Asiria al noroeste y Sumeria al sur, durante el periodo de la historia antigua anterior a Babilonia, donde se originó la lengua acadia. 

Extensión del Imperio acadio en tiempos de Sargón de Acad

Tierra (en acadio, mat) es un término que equivale a decir país: así, la tierra de Israel, la tierra de Hatti, la tierra de Egipto, para referirse a los países de Israel, Hatti o Egipto, por ejemplo.
También se llamó Akkad a una ciudad (véase, Agadé), muy importante en la región durante ese período, y de la cual toda esta área o región, la tierra de Acadia, el país de los acadios, derivó su nombre. La Acadia Mesopotámica no debe confundirse con las antiguas colonias francesas de la costa este del Canadá las cuales también se llaman Acadia.
Babilonia, como región, se originó a partir de los territorios combinados de Acadia y Sumeria. La lengua acadia evolucionó para formar la lengua babilónica, mientras que la lengua sumeria desapareció. Los acadios, aunque utilizaron la escritura cuneiforme, al igual que los sumerios, la tradujeron a su lengua.
No se conocen documentos escritos en la lengua acadia anteriores a la época de Sargón I el Grande o Sargón de Acad. Sargón es tradicionalmente descrito como el primer gobernante de un imperio unificado de Acadia y Sumeria. Antes de él, Sumeria comenzó a expandirse bajo el gobierno de un rey llamado Lugalzagesi de Umma y rey de Uruk (la Erech de la Biblia). Sin embargo, Sargón llevó el proceso más allá de todos los intentos de los reyes sumerios que le antecedieron y conquistó muchas de las regiones de los alrededores para crear un imperio que llegó hasta el mar Mediterráneo y Anatolia.
En la literatura asirio-babilónica tardía, el nombre Acadia aparece como parte del título real en conexión con Sumeria, es decir, no semítico: Lugal Kengi (ki) Uru (ki), que equivale a la expresión acadia sar mat Sumeri u Akkadi, es decir, "Rey de Sumeria y Acadia", que parece haber significado simplemente "Rey de Babilonia", esto es, Rey de la Baja Mesopotamia, la tierra de Senaar de los antiguos, la Sumeria originaria o bien, Rey de Caldea (la mat-Kaldu de los antiguos).
Los acadios eran nómadas semitas, pueblos originarios de la península arábiga, que comenzaron a moverse hacia el Creciente Fértil coincidiendo con la prosperidad de las primeras ciudades-estado mesopotámicas.